# Моррис, Фрэнк
Фрэнк Ли Моррис (англ. Frank Lee Morris; 1 сентября 1926, Вашингтон) — американский преступник, спланировавший и возглавивший побег из тюрьмы «Алькатрас» в июне 1962 года.

## Биография
В результате проведённого в 1955 году расследования по данным о записи актов гражданского состояния выяснилось, что Фрэнк Ли Моррис родился 1 сентября 1927 года в Вашингтоне, округ Колумбия.
- Рост: 5' 7 1/2" (171 сантиметр)
- Вес: 135—145 фунтов (61—65 килограммов)
- Волосы: че́рные на данный момент седые
- Глаза: кари-зелёные
- Iq: 133
- Псевдонимы: Карл Сесил Кларк (англ. Carl Cecil Clark), Фрэнк Лайн (англ. Frank Laine), Фрэнк Лэйн (англ. Frank Lane), Фрэнк Уильям Лайронс (англ. Frank William Lyrons), Джозеф А. Макэнти (англ. Joseph A. McEntee), Стэнли О’Нил (англ. Stanley O'Neil).
- Кличка: «Эйс» (англ. Ace).
- Профессии: рабочий по покраске машин, маляр, продавец автомобилей, чёрнорабочий, боксёр, случайные работы.
- Шрамы и особые приметы: шрам посередине лба, шрам на левой руке возле запястья, шрам на левом бицепсе, шрам от вакцинации оспы на левом плече, шрам на левом мизинце, шрам на левом локте, несколько шрамов на обеих голенях, один шрам на левой ступне, несколько шрамов на подбородке.
- Татуировки: голова дьявола на правом плече; звезда на левом колене (над звездой цифра 7, под звездой цифра 11); звезда на правом колене; звезда на большом пальце левой руки; цифра 13 на указательном пальце левой руки; круг между большим и указательным пальцем левой руки; буквы N.T.S.B. или N.B. на левом плече; звезда в центре лба (возможно сведённая); буква C на левом указательном пальце.
- Родственники: в досье Алькатраса данных нет. В ходе проводимых в 1945 и 1951 годах расследований Моррис сообщил в обоих случаях, что его родители умерли, когда ему было 11 лет. В 1945 году он утверждал, что единственным оставшихся в живых родственником является его тётя, и указал предположительно место её проживания. Но её поиски не дали результатов.

Криминальная биография Фрэнка Морриса начинается 13 ноября 1940 года, когда он был направлен в исправительное учреждение для несовершеннолетних округа Колумбия на 6 лет 9 месяцев и 19 дней, откуда был условно освобождён 9 апреля 1942 года, затем вновь помещён туда же за повторное нарушение закона 2 мая 1942 года.
22 января 1943 года за побег и кражу со взломом был заключён в Федеральное исправительное учреждение в Чилликоте (Огайо) на 6 лет 9 месяцев и 18 дней.
C 19 декабря 1945 года по 12 июля 1948 года отбывал срок за кражу со взломом в тюрьме штата Луизиана.
11 января 1949 года был помещён в тюрьму штата Флорида на 4 года за взлом с проникновением. 14 февраля 1949 года совершил попытку побега, но уже через несколько часов был арестован и направлен обратно в тюрьму. 31 марта 1949 года — вторая попытка побега, арестован в тот же день. 25 января 1950 года — третья попытка побега, был арестован на следующий день и получил дополнительный срок 3 года за побег и угон автомобиля. 6 ноября 1950 года — очередная попытка побега, арестован и доставлен в тюрьму в тот же день. 16 июня 1951 года — пятая (удачная) попытка побега из тюремного барака.
10 января 1952 года был арестован за хранение наркотиков и вооружённый разбой. 13 июня 1952 года был приговорён к 10 годам заключения в тюрьме штата Луизиана. Бежал из тюрьмы.
В ночь с 24 на 25 ноября 1955 года вместе с двумя сообщниками ограбил банк в Слиделле (Луизиана), украденная сумма составила $ 6165 в монетах общим весом около 1200 фунтов (544 килограмма). Вход в банк был осуществлён через пролом в стене первого этажа, хотя до этого была неудачная попытка проникнуть в хранилище через потолок из офиса, расположенного сверху. Преступникам удалось разрезать стену хранилища №1, но доступ туда получить не удалось. Попытка вскрытия хранилища №2 оказалась удачной.
12 января 1956 года был арестован в Новом Орлеане за незаконный перелёт с целью избежать уголовного преследования, 13 сентября того же года пытался бежать из-под стражи. 23 сентября 1956 года за ограбление банка в Слиделле был осуждён на 14 лет. 20 сентября 1959 года совершил попытку побега через окно, раздвинув тюремные решётки. 18 января 1960 года из тюрьмы города Атланта был переведён в тюрьму «Алькатрас». В общей сложности до этого момента у Морриса было 11 попыток побега из тюрем.
11 июня 1962 года вместе с Джоном Энглином (англ. John Anglin) и его братом Кларенсом (англ. Clarence Anglin) (также им помогал Аллен Уэст (англ. Allen West), но в ночь побега ему не удалось сбежать) совершили единственный в истории Алькатраса успешный побег. ФБР провело крупную операцию по розыску беглецов, однако она не увенчалась успехом. По официальной версии, преступникам не удалось переправиться через залив.
О результатах побега из Алькатраса до сих пор ничего не известно, несмотря на многолетние поиски. Один из допрашиваемых сообщил, что если бы ему пришлось искать Морриса и братьев Энглинов, он бы начал поиски в Мексике с окрестностей Гвадалахары, так как Моррис, свободно владеющий испанским языком, пробыл в этой местности 3 года (с 1953 по 1956 годы) и имел там много знакомых. Однако расследование в указанной местности не принесло результатов.
В 2013 году ФБР получили анонимное письмо, которое якобы написал Джон Энглин. В нём утверждается, что Фрэнк Моррис умер в 2008 году и его могила находится в Александрии под другим именем, а Кларенс Энглин умер в 2011 году.

## В кинематографе
В 1979 году режиссёр Дон Сигел снял фильм «Побег из Алькатраса». Роль Фрэнка Морриса сыграл Клинт Иствуд.
В фильме «Дорогая Элеонора» 2015 года роль исполнил Джош Лукас. В этом фильме Фрэнк проникает в машину главных героинь фильма, чтобы скрыться. Сначала они опасаются его, но со временем они подружились с ним. По итогу фильма улетает в неизвестном направлении попрощавшись с главными героинями.
Сериал «Локи» роль исполнил Юджин Кордеро. По сюжету Кейси секретарь УВИ, в прошлой жизни был Фрэнком Моррисом. Во время побега из Алькатраса внезапно появляется Локи и забирает его с собой, тем самым "объясняя" его исчезновение.